# MVRDV

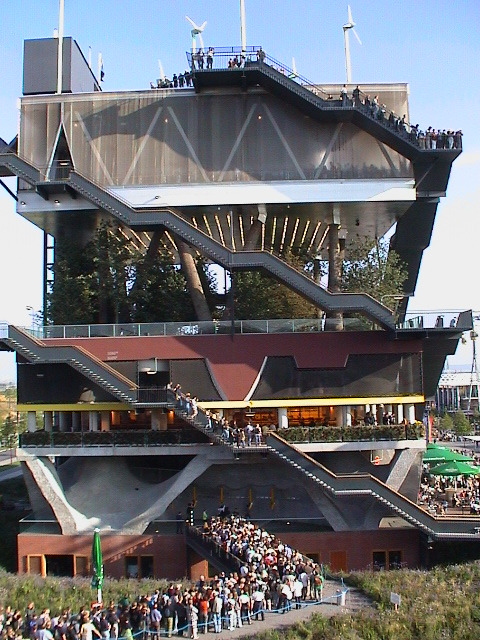
Expo 2000, Hannover

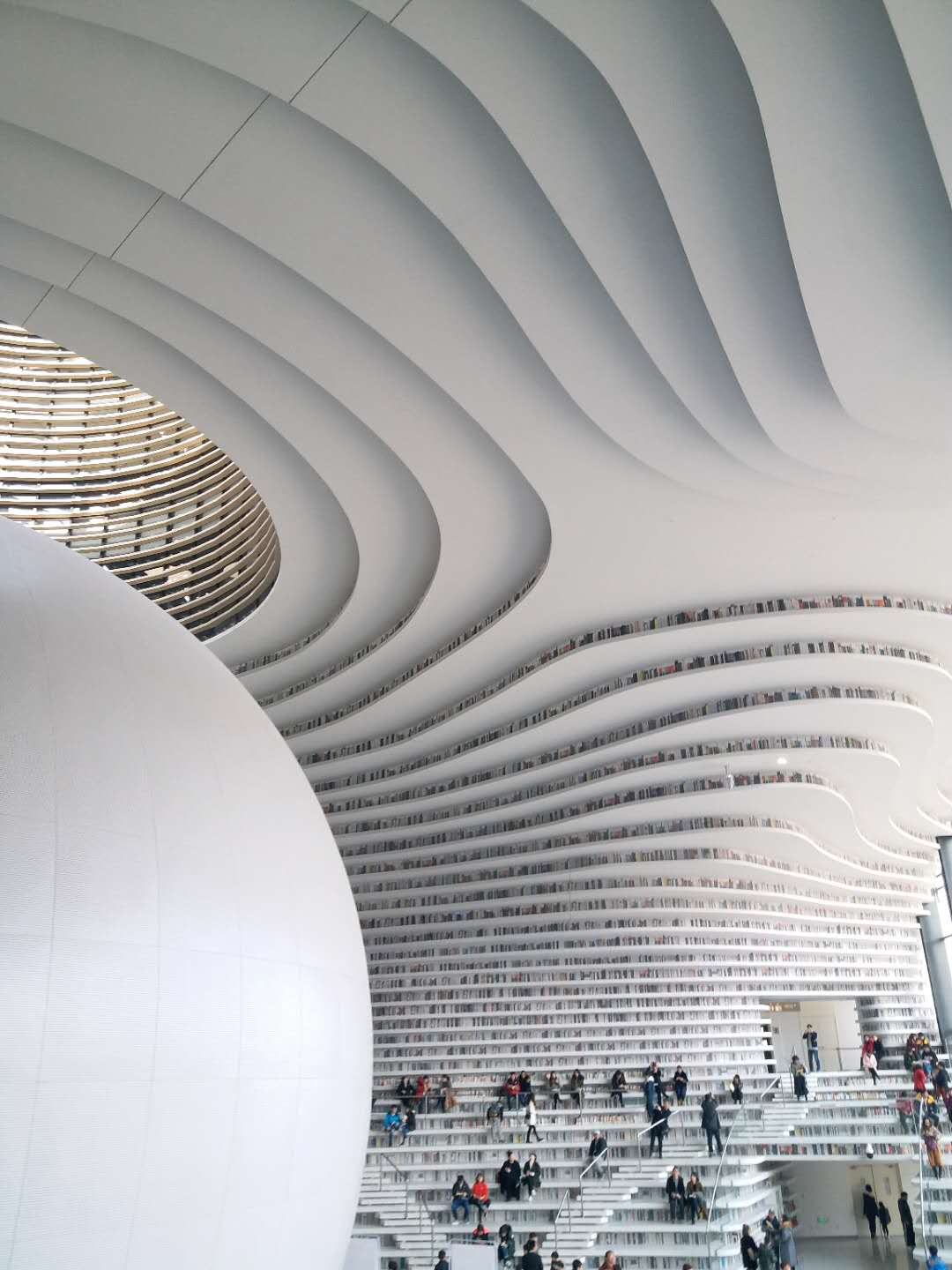
Biblioteket i Binhais kulturcentrum, Tianjin

Mvrdv är ett nederländskt arkitektkontor baserat i Rotterdam. Kontoret grundades 1991 av Winy Maas, Jacob van Rijs och Nathalie de Vries. Namnet MvRdV kommer från deras efternamn.
Kontoret räknas idag som ett av de mera inflytelserika i samtidsarkitekturen.
Byggnader
- Villa VPRO, Hilversum, Nederländerna, 1993-1997.
- Entréstugor till nationalparken Hoge Veluwe, Nederländerna, 1994-1996.
- RVU, Hilversum, Nederländerna, 1994-1997.
- Wozoco, lägenheter för äldre, Amsterdam-Osdorp, 1994-1997.
- Dubble house, parhus, Utrecht, Nederländerna,1995-1997.
- Radhus Borneo-Sporenburg, Amsterdam, Nederländerna, 1996-2000.
- Hollands utställningspaviljong för Expo 2000, Hannover, Tyskland. 1997-2000.
- Biblioteket i Binhais kulturcentrum, Tianjin i Kina, 2017